# Böhlitz (Thallwitz)

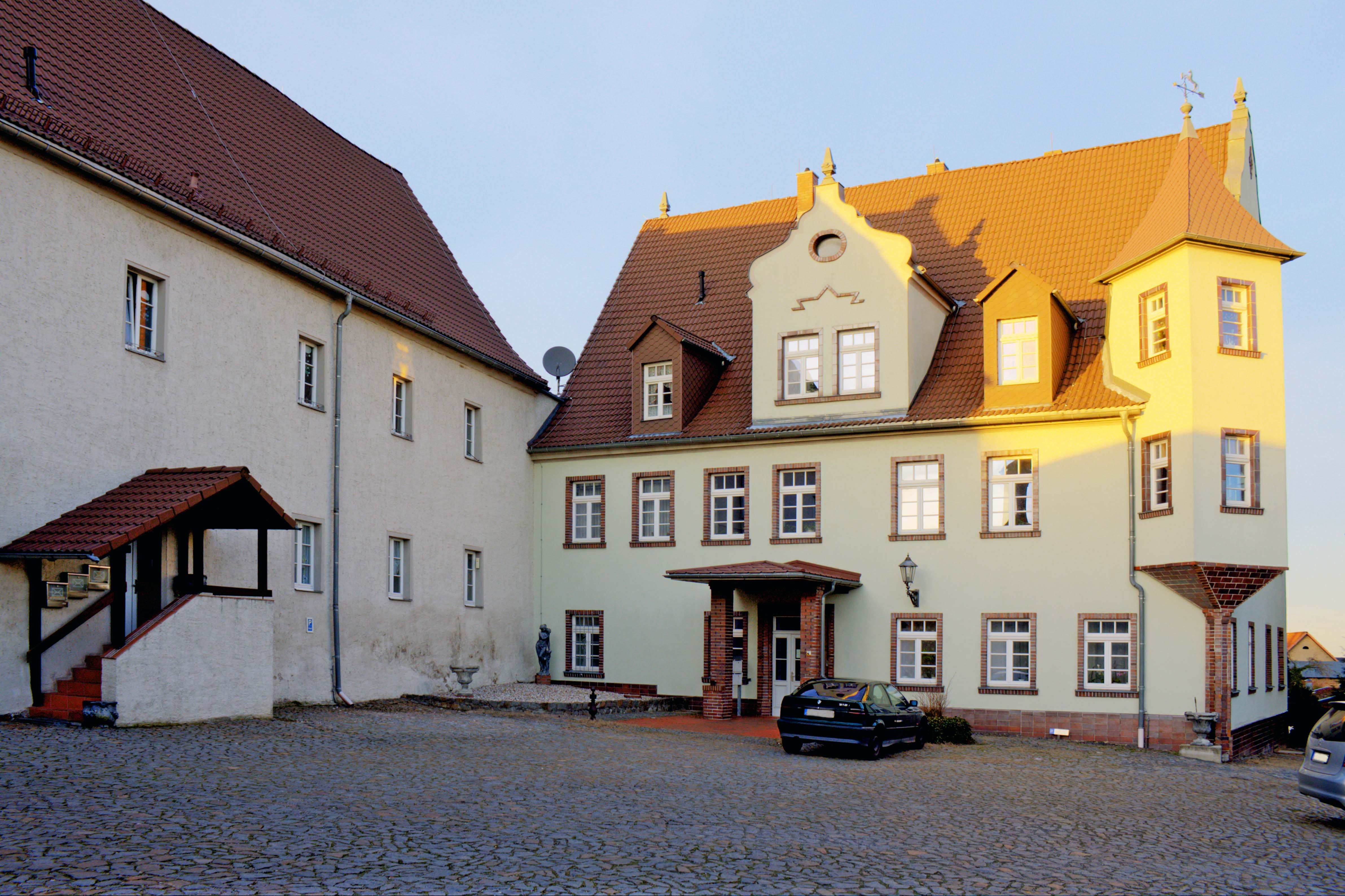
Herrenhaus Böhlitz

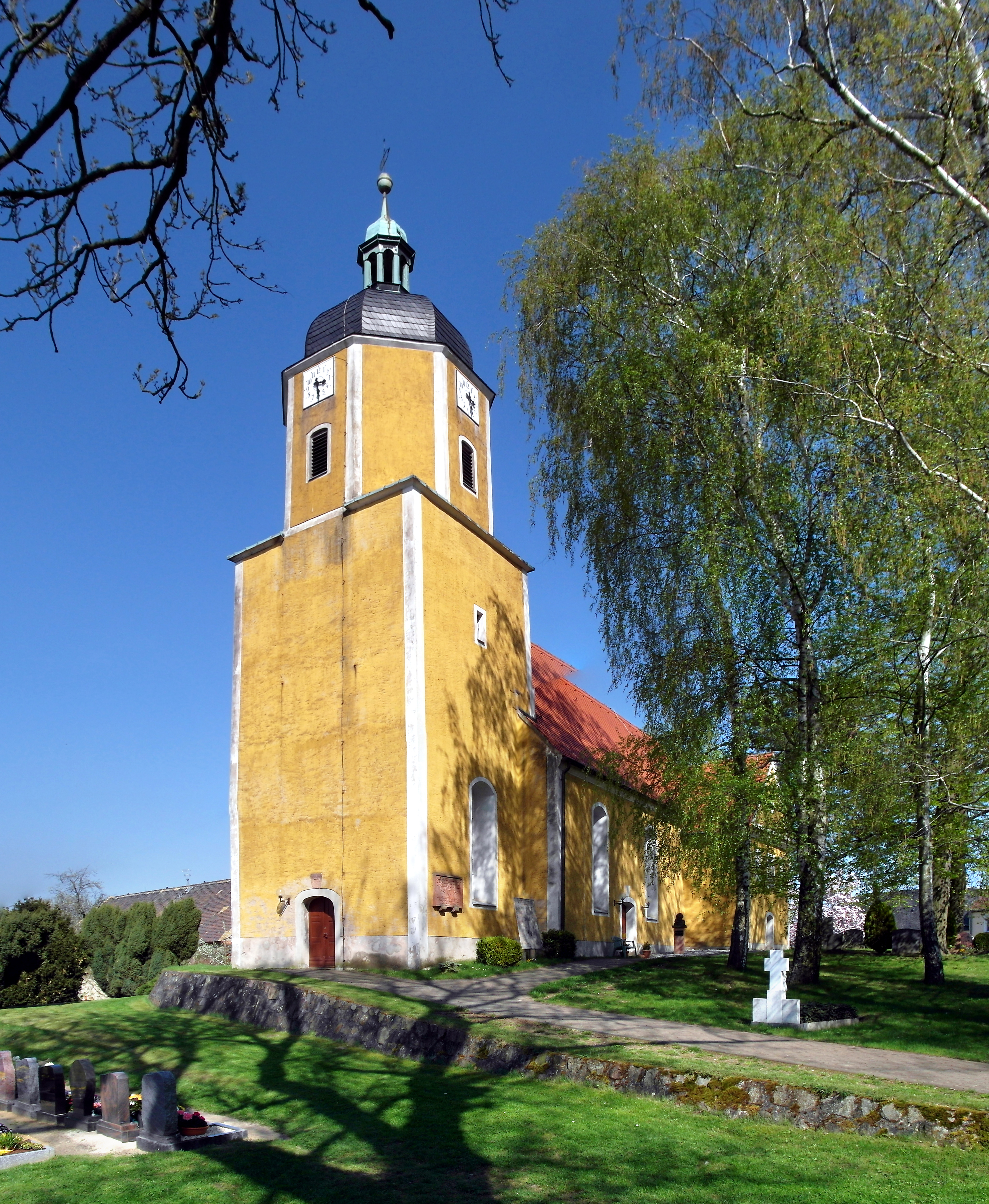
Martin-Luther-Kirche Böhlitz

Böhlitz ist ein Ortsteil in der Gemeinde Thallwitz im Landkreis Leipzig im Freistaat Sachsen. Der Ortsteil hat auf einer Fläche von 8,96 km² 687 Einwohner (Stand 24. Februar 2022).

## Geschichte
Bereits am 6. Juni 1222 wurde Böhlitz als Herrengut urkundlich zum ersten Mal erwähnt. 1936 wurde das Nachbardorf Collmen eingemeindet. Bis 1992 war Böhlitz eine selbständige Gemeinde im Landkreis Wurzen. Dann schloss sie sich mit der Gemeinde Röcknitz zur Gemeinde Röcknitz-Böhlitz zusammen. Seit dem 1. April 1996 gehört Böhlitz zur Gemeinde Thallwitz, nachdem Röcknitz-Böhlitz dorthin eingemeindet wurde.

## Sehenswürdigkeiten
Markante Gebäude im Dorf sind die Kirche mit einer von noch zwei erhalten gebliebenen Orgeln von Johann Emanuel Schweinefleisch und das Herrenhaus. Zudem gibt es ein Freibad.
Rund um den Ort befinden sich mehrere mittlerweile stillgelegte Steinbrüche, insbesondere der Holzberg und der Spielberg.